# إسماعيل لاغونا
إسماعيل لاغونا (بالإسبانية: Ismael Laguna)‏ مواليد 28 يونيو 1943 في بنما، هو ملاكم بنمي يصنف ضمن فئة الوزن الخفيف. اعتزل في سنة 1971. دخل في قاعة مشاهير الملاكمة الدولية سنة 2001.

## إحصائيات
خاض خلال مسيرته 75 نزالا، فاز في 65 وتعادل في 1 وخسر في 9. فاز بالضربة القاضية في 37 نزالا.

## روابط خارجية
- إسماعيل لاغونا على موقع بوكس ريك (الإنجليزية) (registration required)